# Isaiah Likely
Isaiah Likely (Cambridge, massachusetts, 18 de abril de 2000) es un jugador profesional estadounidense de fútbol americano, se desempeña en la posición de tight end en Baltimore Ravens, en la National Football League (NFL).

## Carrera
Fue seleccionado en la cuarta ronda en la Reunión Anual de Selección de Jugadores de la NFL de 2022. Hizo su debut profesional con el equipo Baltimore Ravens, donde lleva jugando dos temporadas.